# Dr. Dolittle (musical)
Dr. Dolittle is gebaseerd op de boeken van Hugh Lofting. In 1967 werden deze boeken bewerkt tot filmmusical met Rex Harisson als de dokter die met dieren kan praten. De muziek voor de film werd geschreven door Leslie Bricusse. De musical won onder andere een Oscar voor het beste lied, voor het nummer Talk to the Animals.
De musical werd in 1998 in Londen voor het eerst op het toneel gebracht met Phillip Schofield als Dolittle en met Julie Andrews die de stem van de papegaai Polynesia insprak. Het was indertijd de duurste musical die ooit in Londen was geproduceerd.
De musical speelde in 2010 in Nederland onder de titel Dokter Dolittle, in een vertaling van Ivo de Wijs en met Edwin Rutten in de hoofdrol.

## Hoofdrollen Nederlandse productie
- Doctor John Dolittle - Edwin Rutten
- Emma - Alexandra Alphenaar
- Mathew Mug - Roy Kullick
- Polynesia - Melise de Winter (tevens regie)